# Rhyacophila pacata
Rhyacophila pacata là một loài Trichoptera trong họ Rhyacophilidae. Chúng phân bố ở miền Cổ bắc.